# Holm, Neamț
Holm este un sat în comuna Pâncești din județul Neamț, Moldova, România.
Asezarea numara aproximativ 45 de familii.
 Acest articol despre o localitate din județul Neamț este deocamdată un ciot. Puteți ajuta Wikipedia prin completarea lui.